# Stefan Linus Fix
Stefan Linus Fix (* 26. Dezember 1962 in Schramberg) ist ein Generalmajor außer Dienst des Heeres der Bundeswehr. Er war in seiner letzten Verwendung von 2022 bis 2025 als Deputy Chief of Staff – Support im Allied Joint Force Command Brunssum eingesetzt.

## Militärische Laufbahn

### Ausbildung und erste Verwendungen
Fix trat 1982 als Grundwehrdienstleistender in Sigmaringen in die Bundeswehr ein und absolvierte bis 1984 die Ausbildung zum Reserveoffizier. Von 1984 bis 1986 absolvierte er an der Heeresoffizierschule I in Hannover und der Heeresflugabwehrschule in Rendsburg die Ausbildung zum Offizier der Heeresflugabwehrtruppe. Von 1986 bis 1990 war er als Zugführer und Sicherheitsoffizier im Flugabwehrregiment 10 in Sigmaringen eingesetzt. Es folgten von 1990 bis 1992 Verwendungen als hauptamtlicher Jugendoffizier im Stab der 10. Panzerdivision in Sigmaringen und von 1992 bis 1997 als Batteriechef der 5./Flugabwehrregiment 12 und der 3./Panzerflugabwehrkanonenbataillon 12 in Hardheim. Von 1997 bis 1999 nahm Fix am 40. Generalstabslehrgang Heer an der Führungsakademie der Bundeswehr in Hamburg teil.

### Dienst als Stabsoffizier
Die ersten Verwendungen als Stabsoffizier führten Fix von 1999 bis 2001 in den Stab der Division Spezielle Operationen nach Regensburg, und von 2001 bis 2003 als Stabsoffizier beim Chef des Stabes, Generalmajor Egon Ramms, in den Führungsstab der Streitkräfte nach Bonn. Von 2003 bis 2005 führte Fix als Kommandeur das Panzerflugabwehrraketenbataillon 7 in Borken (Westfalen). Es folgte 2005 bis 2007 eine Verwendung als Adjutant, persönlicher Referent und Büroleiter des Stellvertreters des Generalinspekteurs der Bundeswehr und Inspekteur der Streitkräftebasis, Generalleutnant Johann-Georg Dora, in Bonn. Von 2007 bis 2010 war er Gruppenleiter G3 Einsatz im Streitkräfteunterstützungskommando in Köln-Wahn. Daran schloss sich von 2010 bis 2012 eine Verwendung als Referatsleiter im Führungsstab Streitkräfte an.

### Dienst als General
Von 2013 bis 2018 war Fix Unterabteilungsleiter Planung II im Bundesministerium der Verteidigung mit Dienstsitz in Bonn. Damit verbunden war die Ernennung zum Brigadegeneral. Diesen Dienstposten übergab er zum 1. April 2019 an Brigadegeneral Ralf Lungershausen. Fix wurde bereits im März 2019 Nachfolger von Generalmajor Jürgen Setzer als Chef des Stabes im Kommando Streitkräftebasis. Zum 1. April 2021 übergab er die Dienstgeschäfte an seinen Nachfolger Wilhelm Grün und wird seitdem zur Vorbereitung und Teilnahme an einem Hochwertlehrgang am Royal College of Defence Studies (RCDS) in London (Vereinigtes Königreich) im Kommando Streitkräftebasis in Bonn eingesetzt. Von Juni 2022 bis Juli 2025 war er als Deputy Chief of Staff des Allied Joint Force Command Brunssum eingesetzt. Im Juli 2025 wurde er nach 43 Dienstjahren in den Ruhestand versetzt.

### Auslandseinsätze
- 2004 SFOR Military Assistant und Chef des Stabes beim Kommandeur 9. Deutsches Einsatzkontingent HQ SFOR, Camp Butmir/Sarajevo (Bosnien-Herzegowina)
- 2015/16 KFOR Director NATO Liaison and Advisory Team, Pristina (Kosovo)[4]

## Privates
Fix ist verheiratet.